# Микулин (Ровненская область)
Микулин (укр. Микулин) — село, входит в Гощанскую поселковую общину Ровненского района Ровненской области Украины.
Население по переписи 2001 года составляло 464 человека. Почтовый индекс — 35444. Телефонный код — 3650.